# Physaraia furcata
Physaraia furcata är en stekelart som först beskrevs av Guerin-meneville 1848.  Physaraia furcata ingår i släktet Physaraia och familjen bracksteklar. Inga underarter finns listade i Catalogue of Life.